# Vebron
 Vebron  es una localidad y comuna de Francia, en la región de Languedoc-Rosellón, departamento de Lozère, en el distrito y cantón de Florac.
Está integrada en la Communauté de communes Cévenoles Tarnon Mimente.

## Demografía
| 242 | 249 | 204 | 174 | 188 | 197 |
| Para los censos de 1962 a 1999 la población legal corresponde a la población sin duplicidades (Fuente: INSEE [Consultar]) |     |     |     |     |     |